# توب غان: مافريك
توب غان: مافريك (بالإنجليزية: Top Gun: Maverick) هو فيلم إثارة دراما أمريكي من إخراج جوزيف كوزينسكي، ومن إنتاج جيري بروكهايمر وتوم كروز وديفيد إليسون، وتأليف إرين كروجر وإريك وارين سينجر وكريستوفر ماك كويري. الفيلم تكملة لـتوب غان ومن بطولة توم كروز ومايلز تيلر وجينيفر كونلي وجون هام وغلين باول وإد هاريس وفال كيلمر. يعيد توم كروز تجسيد دور الطيار البحري مافريك. يواجه مافريك ماضيه في الفيلم وذلك أثناء تدريب مجموعة من خريجي توب غان الأصغر سنًا، ومن بينهم ابن صديقه المفضل المتوفى، لإنجاز مهمة خطيرة.
أعلنت شركة باراماونت بيكتشرز عن تطوير جزء جديد من سلسلة توب غان في عام 2010، إذ طُلب من توم كروز والمنتج جيري بروكهايمر والمخرج توني سكوت العودة للعمل على الفيلم. كتب كرايغ مسودة السيناريو عام 2012، لكن تعطل المشروع عندما توفي سكوت في نفس العام. أهدي الفيلم لسكوت فيما بعد. استؤنف الإنتاج عام 2017 بعد تعيين كوزينسكي للإخراج. صورت معظم المشاهد الأساسية باستخدام كاميرات آيماكس المعتمدة بدقة 6K كاملة الإطار، وصُور الفيلم في ولايات كاليفورنيا وواشنطن ماريلند منذ مايو 2018 إلى أبريل 2019. كان من المفترض أن يصدر الفيلم في 12 يوليو 2019، لكنه أجل مرارًا بسبب مشاهد الحركة المعقدة وجائحة فيروس كورونا. حاولت عدة شركات شراء حقوق البث خلال الجائحة على منصاتها لكن رفض كروز جميع العروض وأصر على إصدار الفيلم حصريًا في دور العرض.
عرض فيلم توب غان: مافريك لأول مرة في سينيماكون في 28 أبريل 2022، وصدر في دور العرض في الولايات المتحدة في 27 مايو 2022 من قبل شركة باراماونت بيكتشرز. حظي الفيلم بإشادة من النقاد، إذ أشادوا بأنه أفضل من الفيلم الأصلي. حصل الفيلم على جائزة أفضل فيلم من المجلس الوطني للمراجعة وكذلك اختاره معهد الفيلم الأمريكي واحدًا من أفضل عشرة أفلام في عام 2022. رشُح فيلم توب غان: مافريك لست جوائز في حفل توزيع جوائز الأوسكار الخامس والتسعون (كجائزة الأوسكار لأفضل فيلم) وفاز بجائزة الأوسكار لأفضل صوت، كما حصل على العديد من الجوائز الأخرى. حقق الفيلم إيرادات بقيمة 1.496 مليار دولار في جميع أنحاء العالم، ما يجعله ثاني أعلى فيلم يحرز إيرادات في قائمة أفلام 2022 وأعلى إيرادات في قائمة أعمال توم كروز.

## الموسيقى
تسلم الملحن هارولد فالترماير دوره مجددًا، وانضمت إليه ليدي غاغا، وون ريبابليك، وهانز زيمر. أنتج لورن بالف الألبوم الموسيقي، وصدر في 27 مايو 2022، عبر شركات إنترسكوب ريكوردز وباراماونت ميوزيك. رُوج للألبوم بأغنيتين، الأولى بعنوان «هولد ماي هاند» لليدي غاغا، والثانية بعنوان «آي إينت ووريد» لون ريبوبليك. يشتمل التركيب الموسيقي للفيلم على عناصر من «النشيد الأصلي لفيلم توب غان»، وأغنية «منطقة الخطر» التي ألفها جيورجيو مورودر وغناها كيني لوجينز.

## تاريخ إصداره

### المسرح
أصدرت شركة باراماونت بيكتشرز فيلم توب غان: مافريك مسرحيًا في الولايات المتحدة في 27 مايو 2022، مع بدء عروض مسبقة في اليوم السابق لذلك. كان من المقرر في الأصل أن يصدر الفيلم في 12 يوليو 2019، ولكن تأجل الإصدار إلى 26 يونيو 2020 للسماح بتصوير عدة مشاهد حركة معقدة. نقلت باراماونت في مارس 2020 تاريخ الإصدار إلى 24 يونيو 2020، الذي تأجل مرة أخرى إلى 23 ديسمبر بسبب جائحة فيروس كورونا التي أعلنتها منظمة الصحة العالمية. كما تأجل الفيلم من 23 يوليو 2020 إلى 2 يوليو 2021، بسبب تعارضات في الجدول الزمني لتوم كروز. كما أجل ارتفاع حالات كوفيد-19 أفلام أخرى كمولان وتينيت. أرجئ إصدار الفيلم مرة أخرى إلى 19 نوفمبر 2021، قبل تحديد تاريخ الإصدار النهائي في مايو 2022.
عُرض الفيلم لأول مرة في العالم في سينيماكون في 28 أبريل 2022، وتبع ذلك العرض العالمي الذي أُقيم في مسرح سان دييجو المدني في 4 مايو، وقد بُث أيضًا مباشرة عبر يوتيوب. كما عرض الفيلم في مهرجان كان السينمائي الدولي في 18 مايو، إذ ضُمن في العرض الرسمي وأثار تصفيقًا استمر لمدة خمس دقائق. شمل العرض في كان تكريمًا لتوم كروز ومسيرته الفنية. عرض الفيلم لأول مرة في المملكة المتحدة في اليوم التالي، في عرض ملكي للأفلام بمسرح أوديون ليستر سكوير بلندن، وذلك لصالح منظمة الفيلم والتلفزيون الخيرية. كان هذا العرض ذا أهمية خاصة إذ كان آخر عرض ملكي للأفلام في فترة حكم الملكة إليزابيث الثانية، إذ تُوفيت في نفس العام. نُظمت عروض مسبقة للفيلم في دور العرض سكرين إكس و إيه إم سي ثياترز  في مواقع محدودة في جميع أنحاء الولايات المتحدة في 24 مايو 2022.

## روابط خارجية
- توب غان: مافريك على موقع IMDb (الإنجليزية)
- توب غان: مافريك على موقع ميتاكريتيك (الإنجليزية)
- توب غان: مافريك على موقع روتن توميتوز (الإنجليزية)
- توب غان: مافريك على موقع نتفليكس (الإنجليزية)
- توب غان: مافريك على موقع قاعدة بيانات الأفلام العربية
- توب غان: مافريك على موقع ألو سيني (الفرنسية)
- توب غان: مافريك على موقع أول موفي (الإنجليزية)
- توب غان: مافريك على موقع بوكس أوفيس موجو (الإنجليزية)
- توب غان: مافريك على موقع فيلمافينيتي (الإسبانية)
- توب غان: مافريك على موقع قاعدة بيانات الأفلام السويدية (السويدية)